# Schnellerův sirotčinec

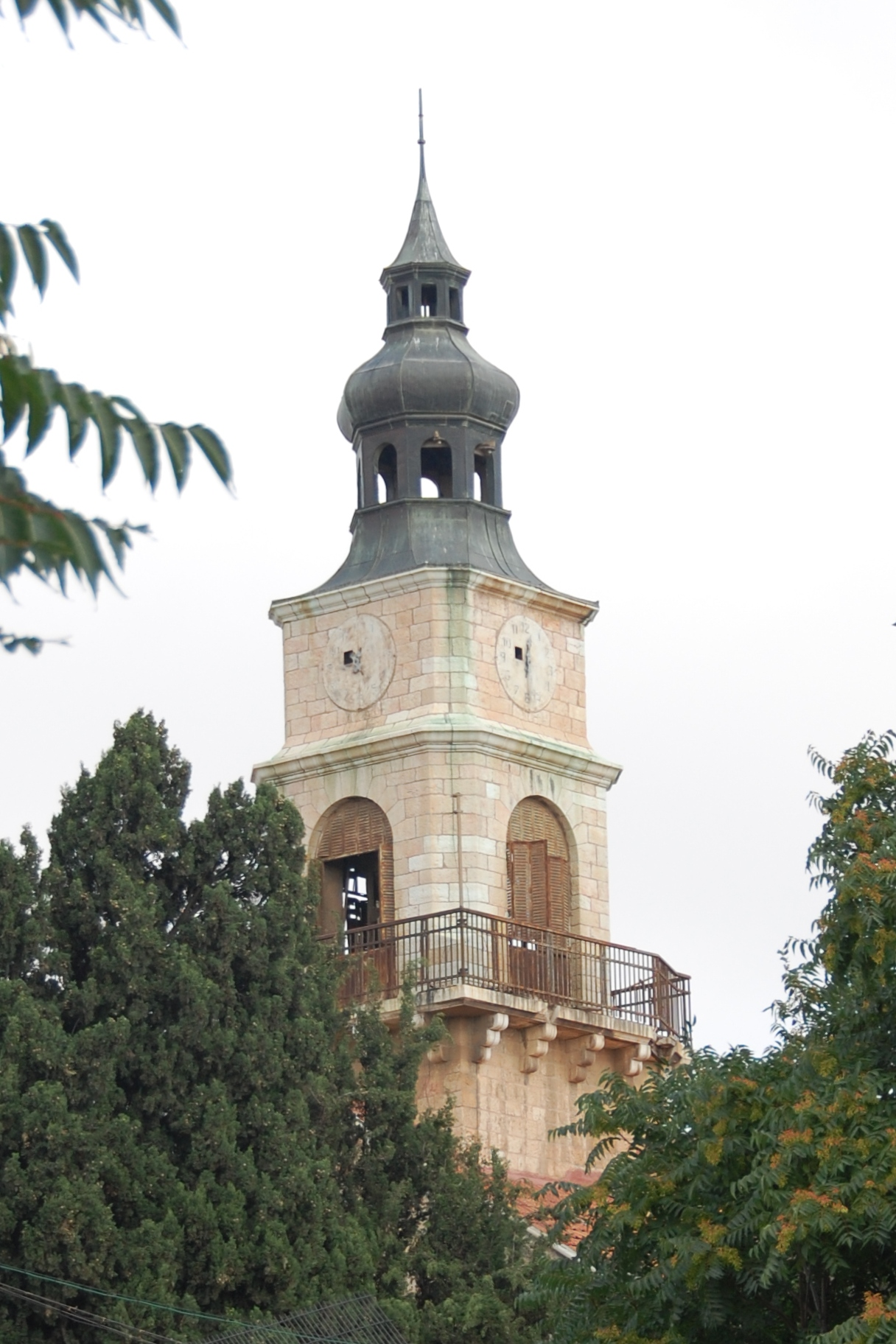
Věž Schnellerova sirotčince

Schnellerův sirotčinec (hebrejsky: בית היתומים שנלר, Bejt ha-Jatomim Schneller) je městská čtvrť v severozápadní části Jeruzaléma v Izraeli.

## Geografie
Leží v nadmořské výšce přes 800 metrů, cca 2,5 kilometru severozápadně od Starého Města. Na jihu s ní sousedí čtvrť Mekor Baruch, na východě Kerem Avraham a Šchunat ha-Bucharim, na severu Šikun Chabad a na západě Romema. Leží na dotyku se Zelenou linií, která do roku 1967 rozdělovala Jeruzalém. Populace čtvrti je židovská.

## Dějiny
Areál sirotčince založil Johann Ludwig Schneller, luteránský misionář, který zakoupil zdejší pozemky v roce 1855. V té době neexistovala vně hranic středověkého Jeruzaléma žádná zástavba. Postavil tu dům, ale po několika útocích loupežníků byl donucen se stáhnout. O několik let později turecká správa zřídila nedaleko odtud strážnici. Schneller se díky tomu mohl s rodinou vrátit. V té době probíhaly v Libanonu masakry tamních maronitů, kterých bylo zabito 10 000. Schneller se tehdy vydal do oblasti a přivezl zpět devět sirotků. Koncem roku 1861 už tu pobývalo 40 chlapců a areálu se začalo říkat Syrský sirotčinec (německy: Syrische Waisenhaus). Postupně se přikoupily další pozemky a vyrostly zde nové budovy, včetně první stavby z červených cihel v Jeruzalému. Koncem 60. let 19. století začal ústav přijímat i dívky. Provozovala se tu prádelna, tiskárna, zdravotní středisko, pekárna a škola.
Počátkem druhé světové války britská mandátní správa vyhostila německý personál sirotčince a zřídila tu vojenský tábor, známý jako Schneller Camp nebo Schneller Barracks. Během války za nezávislost používala židovská Hagana areál jako základnu pro útoky v oblasti Jeruzaléma. Pak tu dlouho fungovala vojenská nemocnice. Ta byla ale počátkem 21. století zrušena a areál měl být podle plánů vedení města přebudován.